# Теочак
Теочак (на босненски: Teočak) е град и община в североизточната част на Босна и Херцеговина, в състава на Тузлански кантон от Федерация Босна и Херцеговина.
Градът се намира на север от Тузла. Населението му е около 9000 души.